# Karl von Einem (Generalleutnant)
Karl von Einem (* 26. August 1819 in Hannover; † 24. April 1892 ebenda) war ein preußischer Generalleutnant.

## Leben

### Herkunft
Karl entstammte dem Adelsgeschlecht Einem. Er war der älteste Sohn von Gottfried von Einem (1783–1850) und dessen erster Ehefrau Wilhelmine, geborene von Alten aus dem Hause Wilkenburg (1792–1824). Sein Vater war hannoverscher Oberstleutnant und Kommandant von Lüneburg. Der gleichnamige spätere preußische Kriegsminister und Generaloberst Karl von Einem gen. von Rothmaler war sein Neffe.

### Militärkarriere
Im Jahr 1824, als er fünf Jahre alt war, starb Karl von Einems Mutter. Sein Vater heiratete 1826 erneut; seine Stiefmutter war Irmgard Freiin von Hammerstein-Equord.
Von Einem besuchte die Gymnasien in Hildesheim und Clausthal. Er trat am 1. Mai 1836 in das 1. Linienbataillon der Armee des Königreichs Hannover ein. Im November 1837 wurde er zum Sekondeleutnant befördert und Mitte Februar 1838 zum 2. Infanterieregiment versetzt. Hier stieg Einem 1848 zum Regimentsadjutant und Premierleutnant auf und nahm im selben Jahr bis 1849 am Feldzug in Schleswig-Holstein teil. Von Dezember 1851 bis Ende Mai 1856 diente Einem dann als Adjutant der 2. Infanteriebrigade und wurde anschließend als Hauptmann Kompaniechef im 2. Infanterieregiment. Mit der Beförderung zum Major am 21. September 1861 folgte seine Versetzung in das Leibregiment. Von dort kam Einem am 27. Mai 1862 zum 2. Jägerbataillon, mit dem er sich 1866 am Feldzug gegen Preußen beteiligte und in der Schlacht bei Langensalza kämpfte.
Nach der Kapitulation und der Auflösung der Hannoverschen Armee trat Einem am 9. März 1867 als Major in die Preußische Armee über. Er wurde dabei dem Grenadier-Regiment Nr. 5 in Danzig zugeteilt. Am 18. April 1867 wurde Einem Oberstleutnant und als solcher Ende Juli 1867 Kommandeur des II. Bataillons. Kurz vor Beginn des Deutsch-Französischen Krieges wurde Einem am 16. Juli 1870 zum Regimentskommandeur ernannt und zehn Tage später zum Oberst befördert. Er führte sein Regiment in den Schlachten bei Colombey, Gravelotte und Noisseville. Für seinen Einsatz bei der Belagerung von Metz wurde er mit dem Eisernen Kreuz II. Klasse ausgezeichnet.
Nach Kriegsende wurde Einem am 14. Juli 1874 à la suite des Regiments gestellt, zum Kommandeur der 23. Infanterie-Brigade ernannt und kurz darauf zum Generalmajor befördert. Er erhielt dann am 18. Oktober 1880 das Kommando über die 15. Division in Köln und wurde einen Monat später Generalleutnant. Wilhelm II. verlieh Einem am 12. Januar 1882 in Würdigung seiner langjährigen Verdienste den Stern zum Roten Adlerorden II. Klasse mit Eichenlaub. Am 14. Mai 1883 gab Einem seine Division ab und wurde unter Verleihung des Kronenordens I. Klasse mit Pension zur Disposition gestellt.

### Familie
Einem hatte sich am 16. Dezember 1851 in Hildesheim mit Elisabeth Heinichen (1825–1918) verheiratet. Aus der Ehe gingen zwei Töchter hervor:
- Elisabeth (* 1852) ⚭ Alfred Winsloe († 1897), Oberstleutnant und Flügeladjutant des Großherzogs von Mecklenburg-Strelitz
- Marie (1855–1920)